# Jablanica (Čajetina)
Jablanica (em cirílico: Јабланица) é uma vila da Sérvia localizada no município de Čajetina, pertencente ao distrito de Zlatibor, na região de Stari Vlah. A sua população era de 707 habitantes segundo o censo de 2011.

## Demografia
| 1948 | 1953 | 1961 | 1971 | 1981 | 1991 | 2002 | 2011 |
| ---- | ---- | ---- | ---- | ---- | ---- | ---- | ---- |
| 1562 | 1699 | 1762 | 1864 | 1382 | 1187 | 924  | 707  |